# Матія Змаєвич

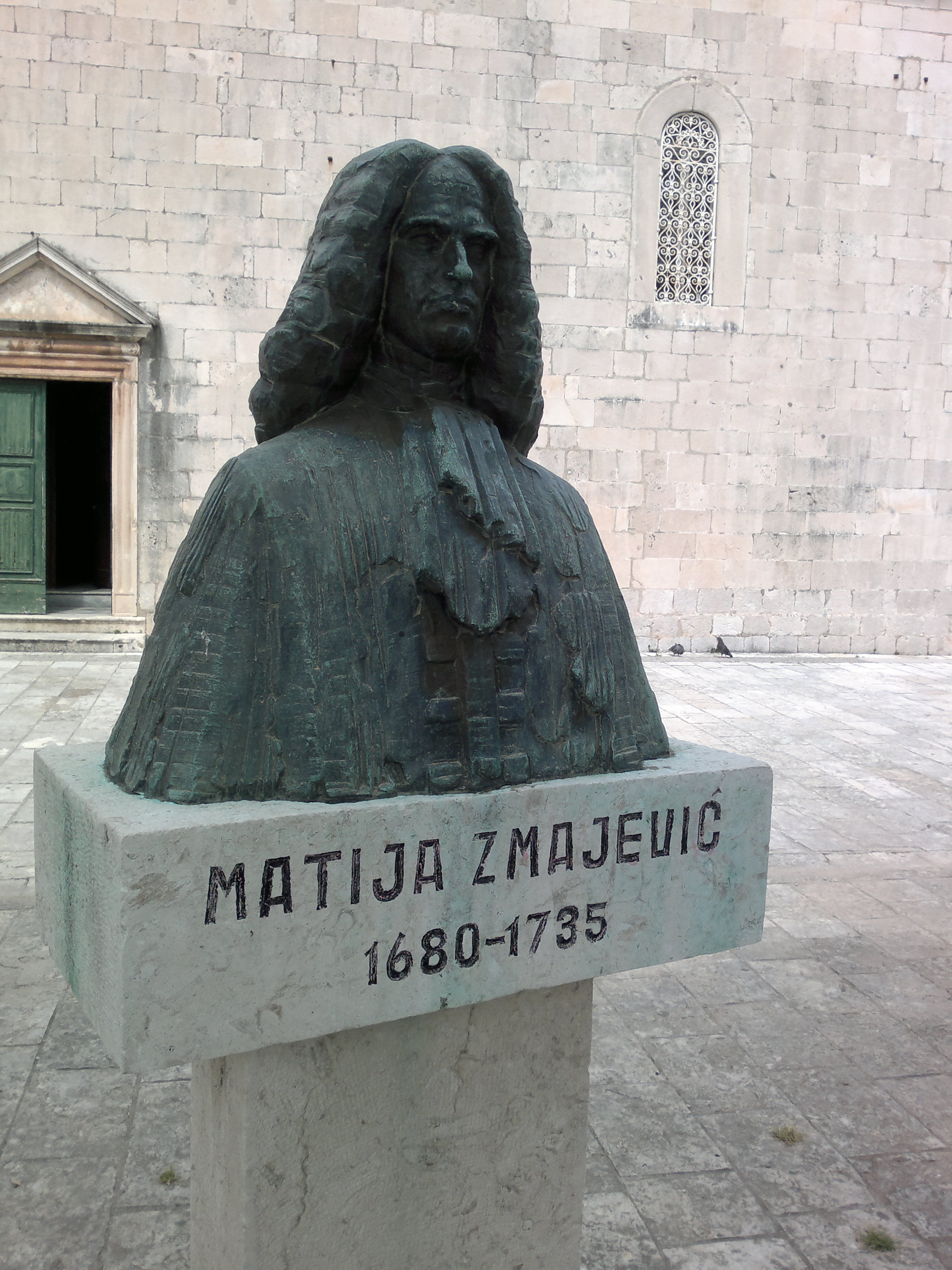
Погруддя Матії Змаєвича в Перасті

Матія (Мате, Матей) Змаєвич (хорв. Matija (Matej) Zmajević), відомий також як Матвій Христофорович Змаєвич (рос. Матвей Христофорович Змаевич), іноді Матіас Змаєвич (нар. 6 січня 1680, Пераст — пом. 23 серпня 1735, Тавров (нині частина Воронежа)) — хорватський мореплавець, соратник Петра І, будівничий його військового флоту у Воронежі, адмірал Балтійського флоту, завдяки якому московський флот здобув свою першу морську перемогу при Гангуті (1714).

## Історія
Син морського капітана Крсто Змаєвича. Народився у чорногорському місті Пераст (в Которській затоці), у морехідній школі якого 1695 року славетний капітан Марко Мартинович навчав морської справи перших російських гардемаринів регулярного флоту.
Його дядько — поет, відомий католицький єпископ Барський, примас Сербії. Сім'я ворогувала з іншою сім'єю з Пераста Буйовичами, і після того, як у бійці на міських вулицях було вбито Віцка Буйовича, Матія, якому тоді було 28 років, мусив покинути Пераст через нібито причетність до цього злочину. Він утік у Рагузьку республіку, а потім — у Стамбул, де знайшов притулок у посла Московії Петра Толстого. 1712 року Толстой відправив його з рекомендацією до Петра I, який тоді проходив лікування у Карлових Варах. Там Змаєвич склав перед російським царем військово-морський іспит. Згідно з пізніше записаними спогадами Змаєвича, цар його екзаменував більш ніж дві години. Вражений освітою та морськими навичками Змаєвича цар прийняв його на військову службу, направивши у званні фрегаттен-капітана в Санкт-Петербург, де той швидко зростав у званні. Приймаючи Змаєвича у свій військово-морський флот цар дозволив йому вибрати корабель, яким той командуватиме.
Змаєвич досяг великого успіху в морських битвах проти Швеції, проти яких Московія вела Велику Північну війну за першість на Балтійському морі. 1714 року він захопив сім невеликих шведських галер у битві при Гангуті, а 1720 року його флот розбив незначні шведські морські сили у битві при Гренгамі — останній морській битві Великої Північної війни. З огляду на ці перемоги Змаєвича Петро І відправив декілька своїх молодих офіцерів (бояр) у місто Пераст навчатися морської науки. Згодом йому було присвоєно звання віцеадмірала та призначено відповідальним за будівництво річкового флоту на Дону. 1725 року він удостоївся честі нести корону імператора на похороні Петра І. Наступниця царя Катерина I нагородила Змаєвича орденом Олександра Невського, а в 1727 році йому було присвоєно найвище звання — адмірала.
Після смерті Катерини I у 1727 році Змаєвича було звинувачено в розкраданні та засуджено військовим судом до смертної кари. Вирок в останню хвилину було відкликано, а його переведено на посаду астраханського губернатора у званні віцеадмірала, де він і провів останні роки свого життя. Змаєвич працював над створенням Чорноморського флоту Росії, який після його смерті відіграє значну роль у московській експансії на південь.
Змаєвич робив численні пожертви своєму рідному місту Перасту та іншим поселенням в Которській затоці. Його поховали з військовими почестями в католицькій церкві святого Людвіга в Москві.

## Національна належність
Під час офіційного державного візиту в Росію 2017 року президент Хорватії Колінда Грабар-Кітарович назвала адмірала Матію Змаєвича одним із двох визначних хорватів, які внесли свій вклад у розвиток Росії. Цю заяву зустріли різкою критикою як у Сербії, так і в Чорногорії.